# Prionomyrmex longiceps
Prionomyrmex longiceps är en myrart som beskrevs av Mayr 1868. Prionomyrmex longiceps ingår i släktet Prionomyrmex och familjen myror. Inga underarter finns listade i Catalogue of Life.